# Althorne
Althorne är en by och en civil parish i Maldon i Storbritannien. Den ligger i grevskapet Essex och riksdelen England, i den sydöstra delen av landet, 60 km öster om huvudstaden London. Orten har 1 104 invånare (2001).
Klimatet i området är tempererat. Årsmedeltemperaturen i trakten är 9 °C. Den varmaste månaden är augusti, då medeltemperaturen är 19 °C, och den kallaste är december, med 1 °C.